# Chiesa dei Santi Rocco e Sebastiano (Bellinzona, Gorduno)
La chiesa dei Santi Rocco e Sebastiano è un edificio religioso barocco che si trova a Gorduno, nel comune svizzero di Bellinzona.

## Storia
Costruito in stile tardogotico nel XV secolo, fu profondamente modificato, fino ad assumere l'attuale aspetto barocco, nel Settecento. Parte dell'edificio precedente è visibile nel coro e nel portale, in stile rinascimentale, sull'architrave del quale si trova un bassorilievo cinquecentesco nel quale è raffigurata la Madonna con i Santi Rocco e Sebastiano.